# Pavillon des arts de Zagreb
Le pavillon des arts de Zagreb (en croate : Umjetnički paviljon u Zagrebu) est une galerie d'art située à Zagreb, en Croatie, sur la place Tomislav Ier.
Le projet a été lancé en 1895 par le peintre croate Vlaho Bukovac. La construction du bâtiment dessiné par Ferdinand Fellner et Hermann Helmer (en) débuta en 1897. La galerie a été officiellement ouverte le 15 décembre 1898.